# Saint-Senoux
Saint-Senoux (bret. Sant-Senour) – miejscowość i gmina we Francji, w regionie Bretania, w departamencie Ille-et-Vilaine.
Według danych na rok 1990 gminę zamieszkiwało 927 osób, a gęstość zaludnienia wynosiła 51 osób/km² (wśród 1269 gmin Bretanii Saint-Senoux plasuje się na 603. miejscu pod względem liczby ludności, natomiast pod względem powierzchni na miejscu 556.).